# ویدئوشناسی پینک فلوید
این مقاله شامل یک نماهنگ‌شناسی کامل از گروه پراگرسیو راک بریتانیایی پینک فلوید است.
این گروه در طی فعالیت خود شش ویدئوی خانگی و دی‌وی‌دی رسمی عرضه کرد،بیش از ۱۵ موزیک ویدئو نیز برای ترانه‌هایش ایجاد کرد.

## موزیک‌ویدئوها
| سال  | موزیک‌ویدئو              | کارگردان       |
| ---- | ----------------------- | -------------- |
| ۱۹۶۷ | «آرنولد لاین»           |                |
| ۱۹۶۷ | «سیب و پرتقال»          |                |
| ۱۹۶۷ | «جعبه نقاشی»            |                |
| ۱۹۶۸ | «تو آسمون منو نشون بده» |                |
| ۱۹۷۱ | «یه روز از این روزها»   |                |
| ۱۹۷۳ | «پول»                   | وین ایشم       |
| ۱۹۷۳ | «اختلال ذهنی»           |                |
| ۱۹۷۵ | «به ماشین خوش‌آمدی»      | جرالد اسکارف   |
| ۱۹۷۹ | «آجری دیگر در دیوار»    | جرالد اسکارف   |
| ۱۹۸۳ | «جان، الان نه»          | ویلی کریستی    |
| ۱۹۸۳ | «برش نهایی»             | ویلی کریستی    |
| ۱۹۸۷ | «آموختن پرواز»          | استورم سورگرسن |
| ۱۹۸۷ | «هنگام روی برگرداندن»   | وین ایشم       |
| ۱۹۸۸ | «یک لغزش»               | وین ایشم       |
| ۱۹۹۴ | «امیدهای زیاد»          | استورم سورگرسن |
| ۱۹۹۴ | «پسش بگیر»              | مارک بریک‌من    |

## ویدئوها
| ۱۹۷۲                                                             | زنده در پمپئی - عرضه شد: سپتامبر ۱۹۷۲ - ناشر: یونیورسال ویدئو خانگی               | —  | ۴۰ | ۱۶ | —  | ایالات متحده: دو بار پلاتین بریتانیا: طلایی                                       |
| ۱۹۸۲                                                             | دیوار - عرضه شد: ۶ اوت ۱۹۸۲ - ناشر: MGM/UA ، موسسات موزیک ویدئو سونی(SMV)         | ۴  | —  | —  | ۱۸ | ایالات متحده: پلاتین                                                              |
| ۱۹۸۳                                                             | برش نهایی - عرضه شد: ۱۹۸۳ - ناشر: EMI, SMV                                        |    |    |    |    |                                                                                   |
| ۱۹۸۹                                                             | صدای دلچسب رعد - عرضه شد: ۱۳ ژوئن ۱۹۸۹ - ناشر: مؤسسه موزیک ویدئو سی‌بی‌اس           | ۱  | —  | —  | —  | ایالات متحده: سه‌بار پلاتین بریتانیا:نقره‌ای کانادا: دو بار پلاتین هلند: طلایی      |
| ۱۹۹۲                                                             | لا کاررا پانامریکانا - عرضه شد: ۲ ژوئن ۱۹۹۲ - ناشر: SMV                           | ۳۸ | —  | —  | —  |                                                                                   |
| ۲۰۰۳                                                             | داستان سید برت و پینک فلوید - عرضه شد: ۲۴ مارس ۲۰۰۳ - ناشر: یونیورسال ویدئو خانگی |    |    |    |    |                                                                                   |
| ۲۰۰۳                                                             | ساختن نیمهٔ تاریک ماه - عرضه شد: ۲۶ اوت ۲۰۰۳ - ناشر: تولیدات ایسیس، موسسه ایگل راک | —  | ۳۴ | —  | —  | ایالات متحده: ۳بار پلاتین بریتانیا: ۵بار پلاتین کانادا: پلاتین                    |
| ۲۰۰۶                                                             | دی‌وی‌دی تکانه - عرضه شد: ژوئن ۱۹۹۵ (وی‌اچ‌اس)، ژوئیه ۲۰۰۶ (دی‌وی‌دی) - ناشر: EMI, SMV  | ۵  | —  | —  | —  | ایالات متحده: ۸بار پلاتین بریتانیا: ۳بار پلاتین کانادا: دو بار پلاتین هلند: طلایی |
| "—" بیانگر اینست که در چارت قرار نگرفته یا در آن کشور عرضه نشده. |                                                                                   |    |    |    |    |                                                                                   |